# Nahe-Radweg
Der etwa 128 Kilometer lange Nahe-Radweg folgt dem Verlauf der Nahe von der Quelle in Selbach im Saarland bis zur Mündung in den Rhein bei Bingen in Rheinland-Pfalz.

## Allgemeines
Nördlich des Nahe-Radweges befindet sich der Hunsrück, mit den Erhebungen von Osburger Hochwald, Schwarzwälder Hochwald, Idarwald, Lützelsoon und Soonwald. Südlich davon liegt die Pfalz mit dem Nordpfälzer Bergland, Glantal und Alsenztal.
Am Oberlauf der Nahe durchquert der Nahe-Radweg die waldreichen Gebiete des Naturparks Saar-Hunsrück. Zwischen Kirn und dem Rhein-Nahe-Dreieck prägen Weinreben in Flach- und Hügellagen das Nahetal. Der Nahe-Radweg verläuft fast ausschließlich auf asphaltierten Rad-, Wald- oder Wirtschaftswegen. Er ist durchgängig ausgewiesen mit einer grün-weißen Beschilderung. Auf dem Logo des Nahe-Radwegs sind ein Fahrrad und ein Flusslauf vor gelbem Hintergrund abgebildet, es trägt zudem die Aufschrift „Radweg Nahe“. Der Radweg unterteilt sich in sechs Etappen bzw. – grob gefasst – in drei Abschnitte mit unterschiedlichen Schwierigkeitsgraden.

## Streckenführung

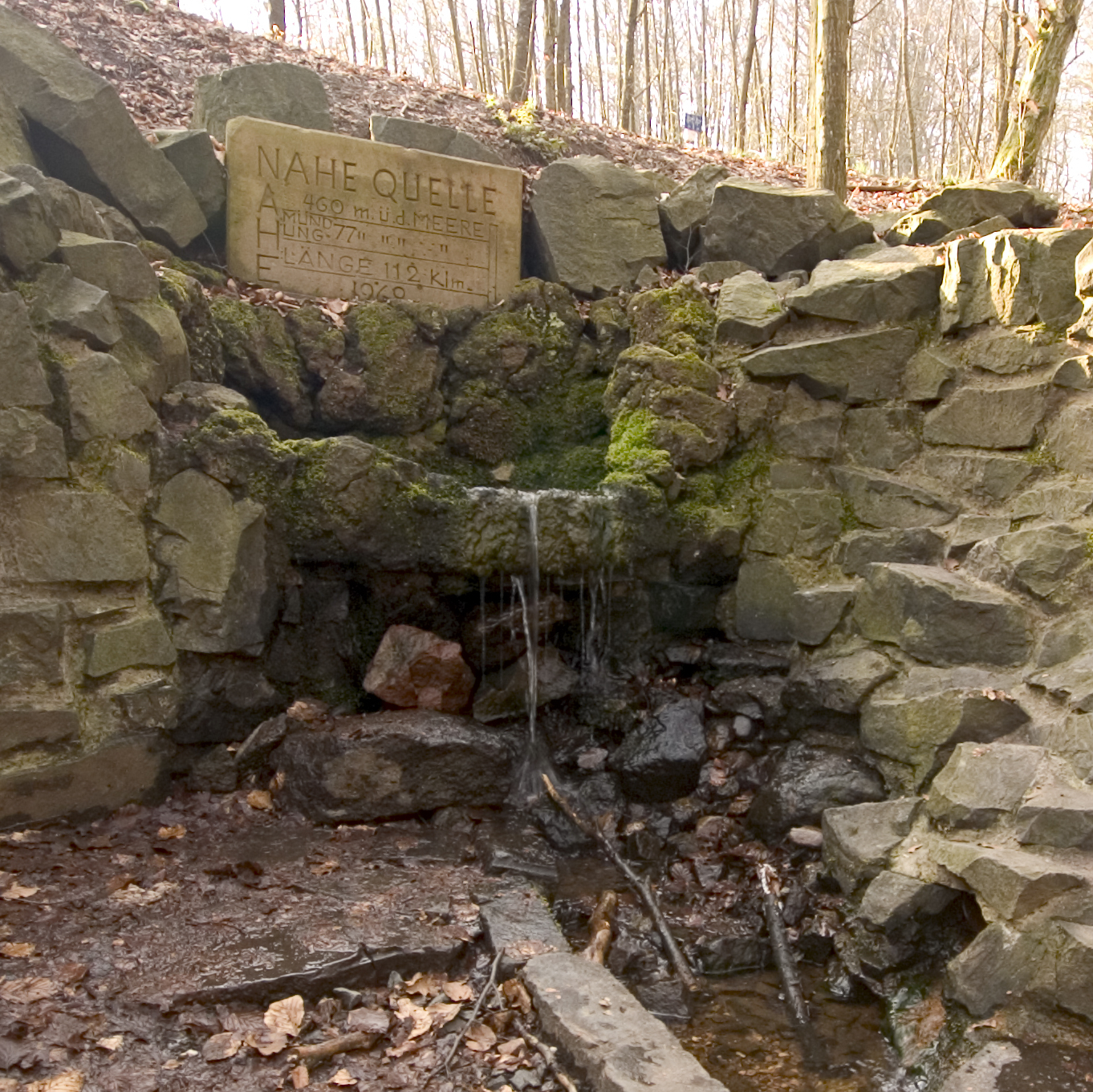
Die Nahequelle nordwestlich von Selbach

### Abschnitt 1: Von der Quelle bis nach Idar-Oberstein
Der Weg beginnt an der Nahequelle nördlich von Selbach. Nach rund sieben Kilometern passiert er den von Dämelbach und Bosbach gespeisten Bostalsee. Kurz hinter Nohfelden steht ein kurzer, aber steiler Anstieg an, bevor Rheinland-Pfalz erreicht wird. Von Neubrücke aus entfernt sich der Radweg vom Nahetal und bindet auf einer ehemaligen Bahntrasse Birkenfeld an. Erst bei Kronweiler kehrt er zurück an den Flusslauf. Bis Idar-Oberstein sind vier weitere Anstiege zu überwinden. Die etwa 49 km lange Tour von der Nahequelle bei Selbach bis zur Edelsteinstadt Idar-Oberstein ist durch die kurzen, aber steilen Anstiege vor allem für sportliche Radler geeignet. Sie enthält 460 Hm Anstiege und 660 Hm Abfahrten.

### Abschnitt 2: Von Idar-Oberstein nach Bad Sobernheim
Der zweite Abschnitt des Nahe-Radwegs führt auf einer Länge von etwa 36 km bis nach Bad Sobernheim. Von Idar-Oberstein verläuft der Radweg flach durch das breite, zumeist von Felsen gesäumte Nahetal nach Kirn. Ab Martinstein führt der Radweg auch an den ersten Anbaugebieten der Weinbauregion Nahe entlang, bindet Weinorte wie Merxheim und Meddersheim an. In Bad Sobernheim endet dieser mit 50 Hm Anstiegen und 165 Hm Abfahrten familienfreundliche, flache Flussabschnitt des Nahe-Radweges.

### Abschnitt 3: Von Bad Sobernheim bis nach Bingen am Rhein
Der letzte Abschnitt des Nahe-Radweges beginnt in Bad Sobernheim und endet in Bingen am Rhein (ca. 43 Kilometer). Zu Beginn dieses Abschnitts streift der Radweg bei Staudernheim das Kloster Disibodenberg. Nach dem 500 m kurzen, aber heftigen Anstieg nach Schloßböckelheim lässt sich das Nahetal weit überblicken. Vorbei an dem Rotenfels und den Felsformationen des Rheingrafensteins geht es in weiten Bögen nordostwärts. Das Nahetal verdichtet sich hinter Bad Münster am Stein-Ebernburg. Vorbei an den Gradierwerken im Salinental gelangt man über Bad Kreuznach und Gensingen nach Bingen am Rhein. Der Radweg endet offiziell an der Nahe-Mündung in den Rhein. Wie schon der vorige Abschnitt ist auch dieser Teil der Tour familienfreundlich. Es sind 100 Hm an Anstiegen und 170 Hm an Abfahrten zu bewältigen.

## Sehenswürdigkeiten
- Der Bostalsee mit breitem touristischen Angebot.
- Die Burg Veldenz in Nohfelden.
- Birkenfeld – Museum, Burg und Neues Schloss.
- Die Burg Frauenburg bei der Ortschaft Frauenberg.
- Idar-Oberstein – Felsenkirche, Deutsches Edelsteinmuseum.
- Das Historische Kupferbergwerk bei Fischbach war jahrhundertelang eine der größten und wertvollsten Kupfergewinnungsstätten Europas.
- Kirn – Kyrburg, Zugang zur Hunsrück Schiefer- und Burgenstraße.
- Bad Sobernheim – Rheinland-Pfälzisches Freilichtmuseum.
- Der Draisinenverkehr zwischen Altenglan und Staudernheim.
- Das Klosterruine Disibodenberg bei Staudernheim.
- Das Besucherbergwerk Schmittenstollen am Fuß des Lembergs bei Niederhausen.
- Bad Münster am Stein – Mit den Felsformationen Rotenfels und Rheingrafenstein mit der gleichnamigen Burgruine. Die Ebernburg mit dem Sickingen von Hutten Denkmal. Außerdem der Stein-Skulpturenpark, der Künstlerbahnhof. Im Salinental erstrecken sich Gradierwerke über rund 1,4 km von Bad Kreuznach bis zum Kurgebiet.
- Bad Kreuznach – Römerhalle, Schlossparkmuseum, Museum für Puppentheaterkultur, Brückenhäuser aus dem 15. Jahrhundert.
- Bingen am Rhein – Historisches Museum am Strom Hildegard von Bingen, Burg Klopp, Mäuseturm und Binger Loch.

Bilder am Weg
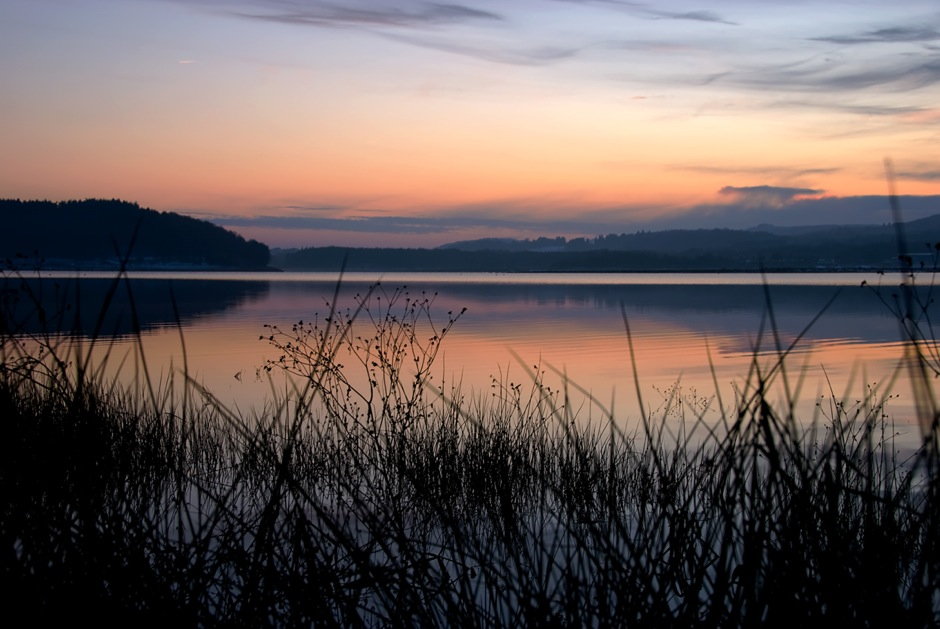
Dämmerung am Bostalsee
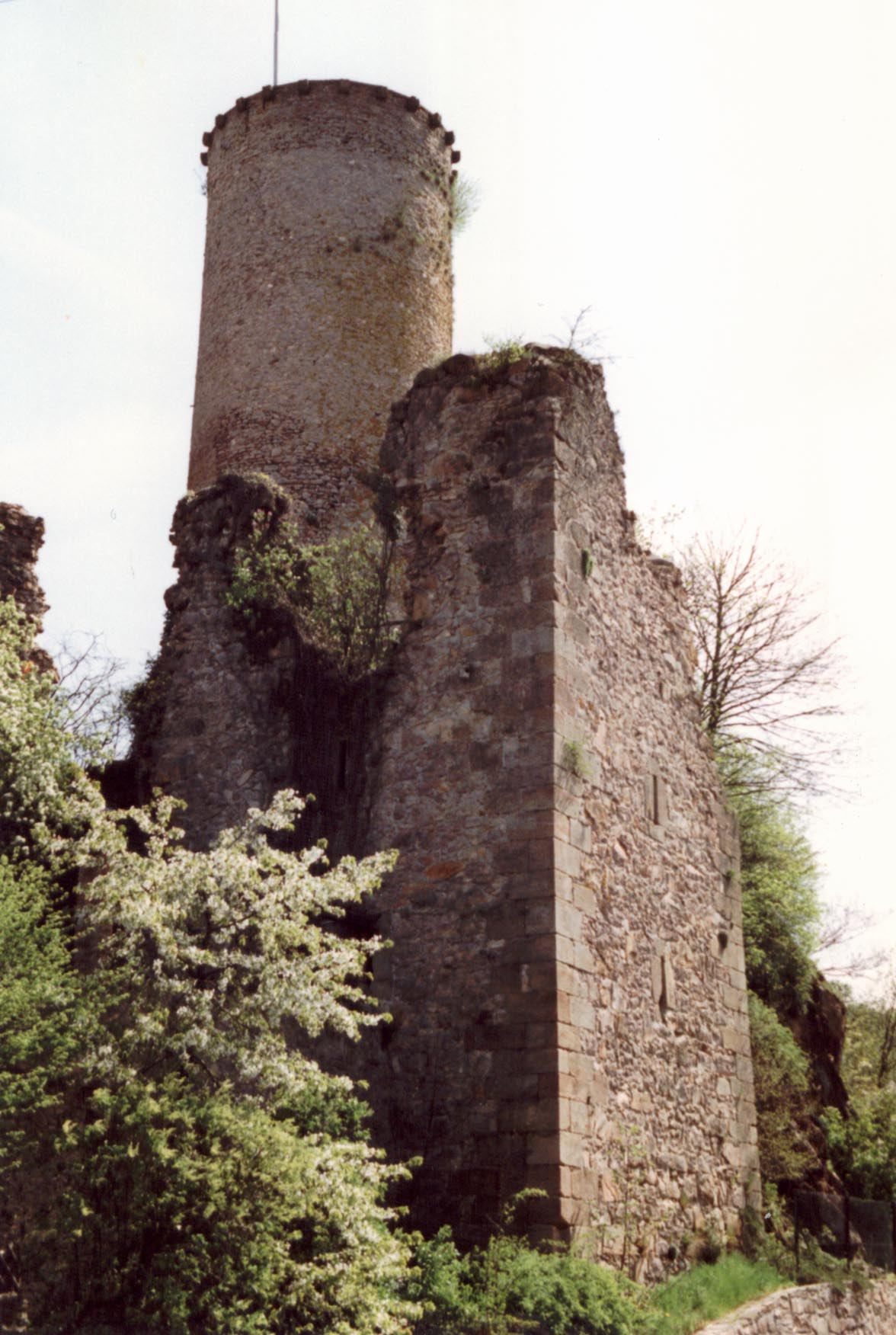
Burgruine Veldenz
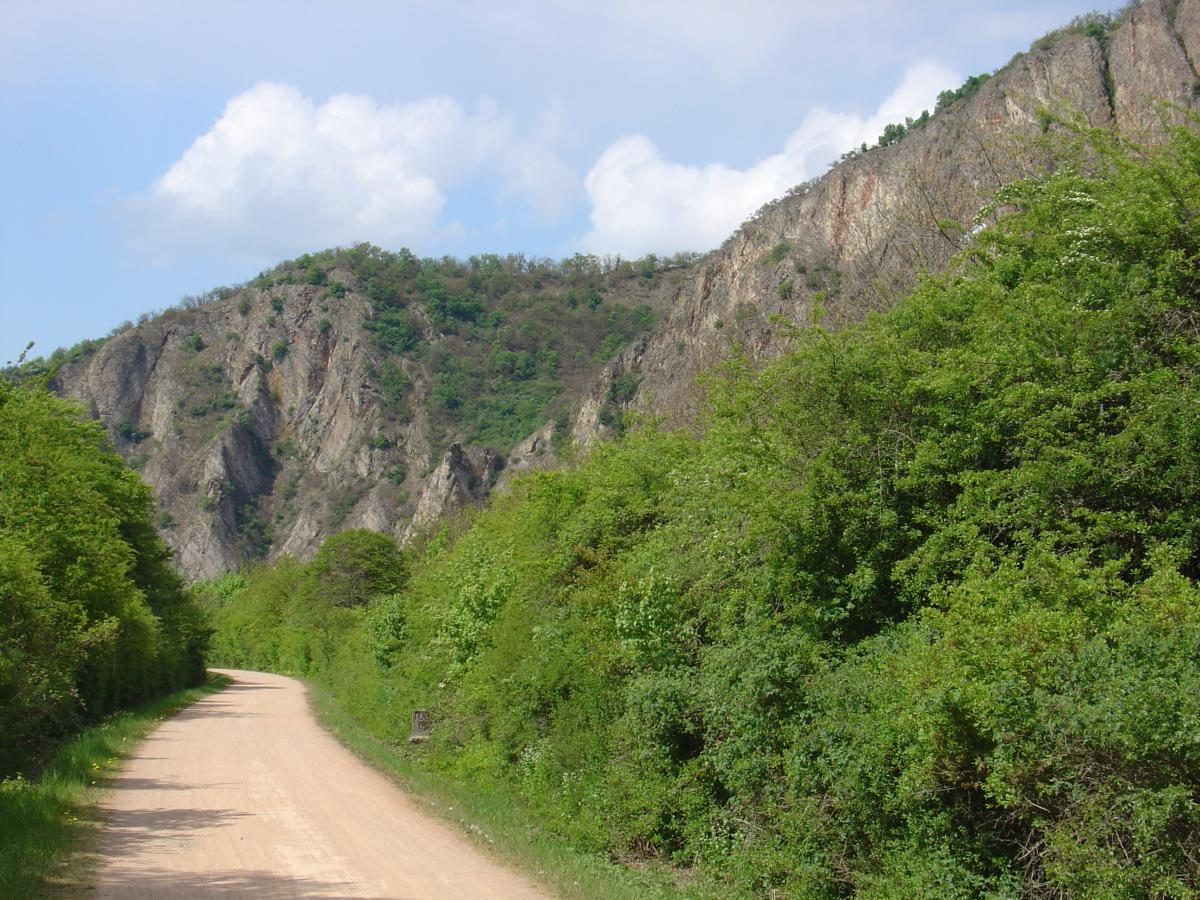
ehem. Werkstraße am Rotenfels entlang
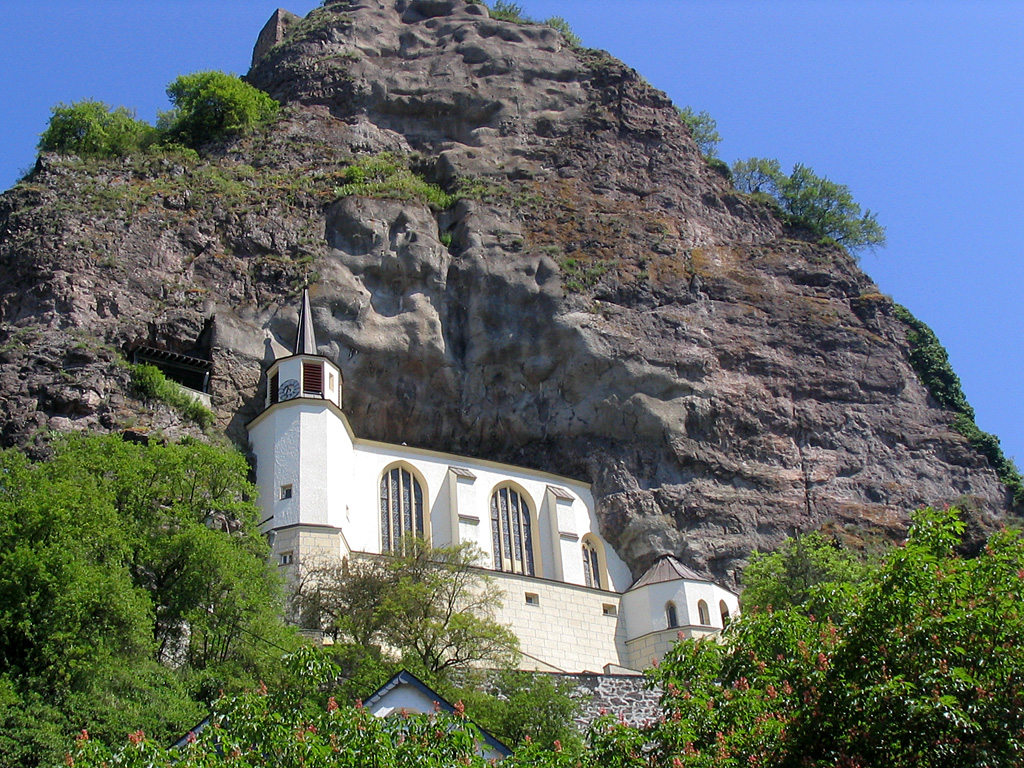
Felsenkirche Idar-Oberstein
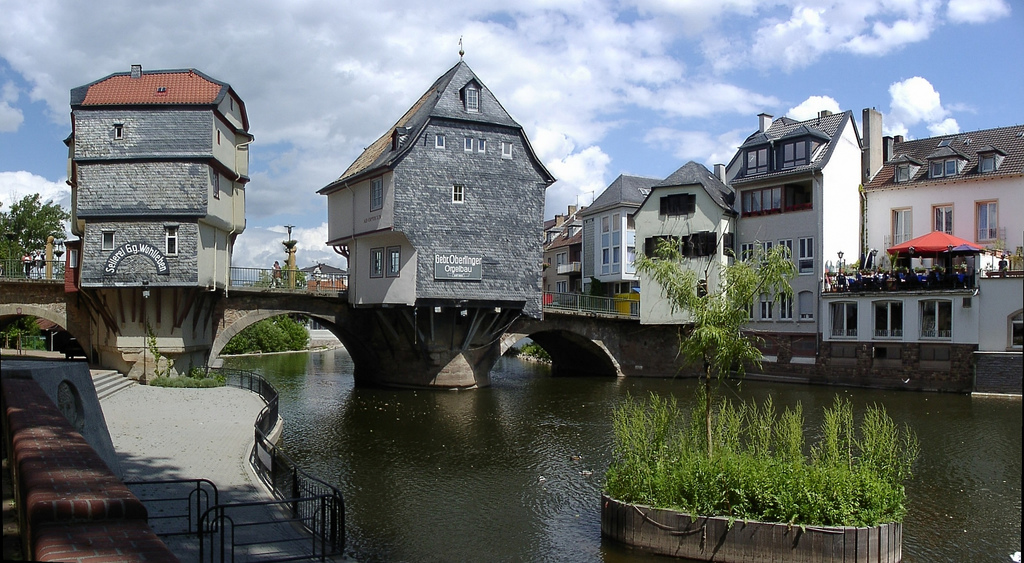
Alte Nahebrücke in Bad Kreuznach
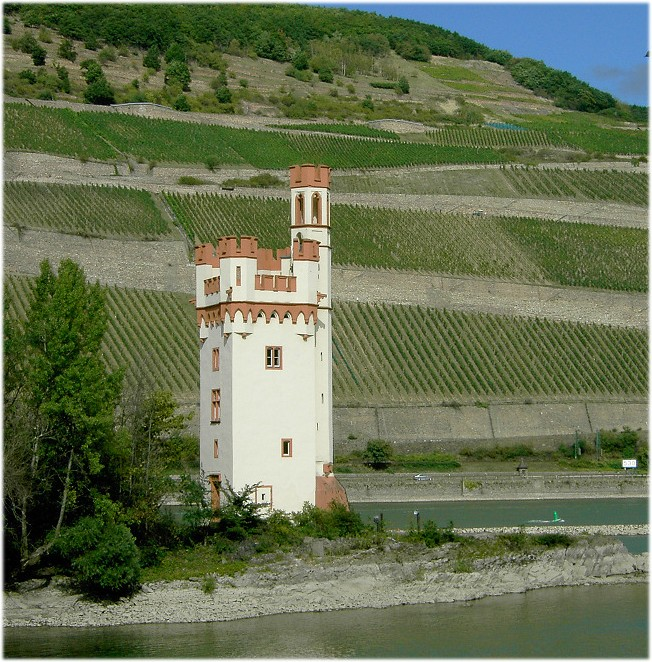
Binger Mäuseturm

## Bahnanbindung
Bingen an der Mündung der Nahe in den Rhein ist über die Rheinstrecke Mainz–Koblenz zu erreichen. Das Nahetal ist durch die Nahetalbahn mit Bahnanschlüssen versorgt. Der Bahnhof Türkismühle liegt ca. 9 km von der Nahequelle entfernt.

## Nebenrouten
Insgesamt befinden sich 19 Nebenrouten am Nahe-Radweg. Diese bilden zusammen eine Gesamtlänge von 500 Kilometern.

## Überregionale Anbindungen
- Glan-Blies-Radweg von Staudernheim bei Bad Sobernheim bis Saargemünd (Frankreich), Länge ca. 125 km
- Radweg „Naturpark Saar-Hunsrück“ von Fischbach (bei Idar-Oberstein) bis Losheim am See, Länge ca. 110 km
- Nahe-Hunsrück-Mosel-Radweg von Bingen am Rhein bis Trier, Länge ca. 207 km
- Velo Route Rhein ab Bingen am Rhein, Länge ca. 330 km durch Rheinland-Pfalz
- Saarland-Radweg ab Nohfelden/Bostalsee, Länge ca. 362 km
- Direkt hinein in den Hunsrück – über den Lützelsoon-Radweg, den Schinderhannes-Soonwald-Radweg und den Schinderhannes-Radweg bis nach Emmelshausen ca. 80 km